# Yoplait
Yoplait es una organización internacional de franquicia de marca de yogur, propiedad conjunta del conglomerado alimentario General Mills, con base en los Estados Unidos, y la cooperativa láctea francesa Sodiaal.

## Historia
En 1964, 100 000 ganaderos franceses fusionaron sus cooperativas lecheras regionales para vender a nivel nacional. En 1965, dos cooperativas, "Yola" y "Coplait", se fusionaron, convirtiéndose en "Yoplait".
Su logo es una flor de seis pétalos diseñado por Phlippe Morlighem, cada pétalo representa uno de los seis fundadores de las cooperativas más importantes. Un logo rediseñado que ha sido lentamente desplegado desde finales de la década de 2000 ahora utiliza una flor con sólo cinco pétalos.
El 18 de mayo de 2011, General Mills anunció que había acordado comprar una participación mayoritaria del 51% en la matriz de la empresa SAS Yoplait, y una participación del 50% en una empresa dueña de la marca, propiedad intelectual, con Sodiaal conservando el resto. El anuncio de la finalización de la adquisición se realizó el 1 de julio de 2011.
En México, Yoplait existe gracias a un convenio celebrado entre la compañía francesa Sodima Internacional y Sigma Alimentos, una empresa mexicana subsidiaria de Grupo Alfa en 1994; este acuerdo fue renovado con éxito el 2 de octubre de 2012.
Tiempo después Yoplait fue demandada por una cantidad de 8 millones de dólares por las sospechas de que su producto podía causar que el consumidor fuera propenso a sufrir cáncer de próstata y cáncer de mama.

## Franquicias mundiales

### Europa
En España comenzó su actividad en 1971. En el año 2001 la dirección de Sodiber, filial española del grupo francés Sodiaal y fabricante de los yogures Yoplait cesó su actividad en España, tanto la fabricación como la comercialización, con el cierre de la planta ubicada en Alcobendas.
Sodiber explicó que la empresa ha adoptado esta decisión tras el fracaso de las negociaciones de venta de la actividad de producción de marca blanca o de la distribución con diferentes inversores interesados. A fecha de su cierre tenía 185 trabajadores de la plantilla.
En Portugal, Yoplait se produjo bajo la empresa Gelgurte. Desde 2010 cesó la actividad en Portugal, debido a la no renovación de la franquicia.
En el Reino Unido, Yoplait UK Ltd es ahora 100% propiedad de Yoplait France. En abril de 2009 se puso fin a la empresa conjunta entre Yoplait y la británica Dairy Crest. Los yogures envasado en Reino Unido son comercializados como Frubes (acrónimo de frutas y tubo) en el Reino Unido.
La franquicia en Noruega está en manos de los Fjordland.
En Irlanda, Glanbia controla la franquicia de Yoplait. El nombre Glanbia es un acrónimo de as palabras irlandesas para limpieza (glan) y alimentos (BIA).

### Estados Unidos
En los Estados Unidos, General Mills es el único franquiciado de yogur batido Yoplait. Los productos están disponibles en una variedad de sabores a base de fruta que vienen en un casi cilíndrico recipiente sellado con una lámina de aluminio superior. El yogur se describe en la página de inicio de su empresa como "mezcla de cremosidad deliciosa". Otro lema utilizado a principios de 1990 en una campaña publicitaria preguntaba a los consumidores, "¿Por qué sumergir una cuchara en algo inferior? "
Bajo la etiqueta de Yoplait, General Mills también comercializa Yogur Trix, basada en los sabores de su cereal de desayuno del mismo nombre, y Go -Gurt, donde varios sabores se empaquetan en botellitas de plástico para poder tomarlos sin necesidad de usar cuchara, estas marcas están dirigidas a los niños. Una línea de yogures probióticos, que cuentan con ingredientes para ayudar a la digestión y la aptitud se comercializa bajo la marca Yo-Plus.
El lema actual de Yoplait en Estados Unidos es "Yoplait: Es tan bueno".

### Canadá
En Canadá, General Mills comercializa Yoplait yogur batido bajo las marcas Minigo, Tubos, Origen, Cremoso, Delicieux, Yop, cesta Yoplait, Yoptimal y Asana. En 1971, la Coopérative Agricole de Granby, pasó a convertirse en la mayor cooperativa láctea en el país-Agropur-lanzó la marca Yoplait en Canadá. En 1993, Agropur y Agroalimentaria (los dos mayores cooperativas lecheras de Canadá) combinaron su yogur y comercialización de queso fresco y las actividades de fabricación para formar Alimentos Ultima. Ultima supervisó los productos de la marca Yoplait en Canadá hasta 2012, cuando General Mills se hizo cargo de la licencia. (Ultima continúa fabricando productos Yoplait en Canadá como un subcontratista, y también ha puesto en marcha una línea de producto rival de propiedad total, iögo).

### Asia
Yoplait en Israel es administrado por Tnuva , la empresa láctea más grande de Israel, y los productos son kosher. Yogur bebible de la compañía viene en un innovador estilo de botella de 100 gr con una abertura central para un fácil agarre. Los yogures de sabores Yoplait copan entre el  42-52% del mercado israelí. Tnuva y Yoplait se asociaron para establecer instalaciones de producción en Rumania en 2007. En 2009, Tnuva presentó Yoplait YYY, el formato de yogur familiar fe 500 gr que viene en envases con cierre.
En la República de Corea, la marca Yoplait es dirigida y fabricada por Binggrae.

### África
En Costa de Marfil, Yoplait se importará y dependerá de la sede africana en Abiyán

### América
En Argentina, la marca era administrada por SanCor entre 1982 y 1992.
En México, la marca Yoplait es administrada por Sigma Alimentos, y en Chile por Quillayes.
En Colombia en el 2010, después de 30 años, salieron del mercado al ir en decadencia las ventas.

### Australia
En Australia, Yoplait es de fabricación local por LD & D Australia Pty Ltd, una filial de la compañía australo-asiática Lion, bajo licencia. Utiliza el eslogan Yoplait: French for Yoghurt (“Yoplait: ‘yogur’ en francés”).

## La participación comunitaria
En los EE. UU., Yoplait participa en un programa anual llamado "Save Lids to Save Lives" para recaudar fondos para el cáncer de mama investigación. Yoplait dona diez centavos por tapa de lámina de color rosa que se envía por correo a la empresa, pero el estado en letra pequeña en todos los materiales promocionales que sus donaciones serán un tope de $2.000.000 por año. Este dinero es donado a la Susan G. Komen Breast Cancer Foundation. Yoplait ha sido el principal patrocinador de Race for the Cure , un maratón celebrado para recaudar dinero para la investigación adicional, desde 2001.
El 2011 los documentales Cintas rosadas, Inc. informa que algunos productos que se venden bajo el título "Save Lids to Save Lives" de la campaña habían contenido previamente la leche de vacas tratadas con somatotropina bovina, una hormona de crecimiento prohibida en muchos países por su posible relación con las enfermedades en los seres humanos, hasta que la empresa accedió a retirar.
La franquicia Americana de Yoplait añadido un borde en la parte inferior de los envases de yogur para mantener a los animales, tales como mofetas entren accidentalmente sus cabezas atrapado. Una etiqueta se agrega al contenedor que dice: "Proteger la Vida Silvestre, Copa Crush antes de su eliminación".